# Всероссийский межнациональный союз молодёжи
Общероссийское общественное движение содействия укреплению дружбы и согласия среди молодежи «Всероссийский межнациональный союз молодёжи» (ООД «ВМСМ») — общероссийское общественное движение, занимающееся созданием и координацией в высших учебных заведениях клубов и ассоциаций по развитию межнационального сотрудничества, структур студенческого самоуправления на интернациональной основе, проведением фестивалей, вовлечением членов диаспор в совместные спортивные и общественные проекты, организацией факультативов по этнологии, встреч с лидерами национальных общин.

## История
23-24 ноября 2012 года в Воронежском государственном университете состоялся Всероссийский межнациональный студенческий форум «Российский студент – 2012» (далее Форум). Форум был организован Министерством образования и науки РФ, совместно с Союзом студенческих землячеств и Воронежским государственным университетом, при поддержке Российского союза ректоров.
В Форуме приняли участие 150 студентов и аспирантов из 40 регионов Российской Федерации.
Результатом работы Форума стало принятие участниками Итогового Решения, которое содержит предложения по гармонизации межнациональных отношения в российских вузах и воспитанию гражданской идентичности, посредством создания и развития в образовательных учреждениях высшего и среднего профессионального образования структур студенческого самоуправления (клубов, советов и других) на интернациональной основе, а также условий для координации их деятельности (т. е. организации - общероссийского общественного движения). Данное предложение Итогового Решения форума нашло своё отражение в подпункте е пункта 21 раздела III - задачи государственной национальной политики Российской Федерации в сфере образования, Указа Президента РФ № 1666 «О стратегии государственной национальной политики Российской Федерации на период до 2025 года»  от 19.12.2012(далее Стратегия).
Для исполнения подпункта "е" пункта 21 раздела III Стратегии и Решений Форума, Комиссией по гармонизации межнациональных отношений и патриотическому воспитанию Совета Минобрнауки России по делам молодёжи 27 мая 2013 года провела в «Президент-Отеле» города Москвы Всероссийскую межнациональную молодёжную конференцию «Развитие структур студенческого самоуправления на интернациональной основе в образовательных учреждениях высшего и среднего профессионального образования, как способ воспитания гражданской идентичности у молодёжи». Конференция проводилась при поддержке Института этнологии и антропологии РАН, Комиссии по мониторингу и разрешению конфликтных ситуаций в сфере межнациональных отношений Совета при Президенте России по межнациональным отношениям, Комитета Государственной Думы по делам национальностей. В мероприятии приняли участие 300 студентов, аспиранты и сотрудники администраций 70 вузов из 45 регионов Российской Федерации.
В работе конференции, также, приняли участие: директор Департамента дополнительного образования детей, воспитания и молодёжной политики Минобрнауки России Страдзе Александр Эдуардович, руководитель Комиссии по мониторингу и разрешению конфликтных ситуаций в сфере межнациональных отношений Совета по межнациональным отношениям при Президенте РФ, заместитель директора Института этнологии и антропологии РАН, д. п. н. Зорин Владимир Юрьевич, руководитель Межкомиссионной рабочей группы по международному сотрудничеству Общественной Палаты РФ, член Совета по межнациональным отношением при Президенте РФ, к. п. н. Соколов Александр Валентинович.
Итогом работы конференции стало учреждение Общероссийского общественного движения «Всероссийский межнациональный союз молодёжи», которое будет заниматься координацией деятельности уже существующих в российских вузах структур студенческого самоуправления на интернациональной основе, а также, создавать новые, в вузах, где их нет, задавать общий вектор работы этим структурам, в соответствии со «Стратегией государственной национальной политики Российской Федерации на период до 2025 года», вырабатывать рамочные принципы и методику работы, являться площадкой для взаимодействия и обмена опытом, а также распространения эффективных и успешных практик в этой области.

## Проекты
- "Уступи место" - проект, призванный для борьбы с хамством и недобросовестностью в Московском метрополитене, чтобы напомнить о том, что необходимо уступать место людям пожилого возраста, инвалидам, пассажирам с детьми и беременным женщинам. Парни спортивного вида, одетые в майки с надписями по-русски и по-английски «Пожалуйста, уступи место», обращаются с сидящим пассажирам с вежливой просьбой. Не отказавшим в благодарность дарят плитку шоколада, купленную за свои же деньги[6].
- Московский просвет – бесплатные экскурсии по достопримечательностям Москвы, походы в музеи и театры для студентов и аспирантов московских вузов по выходным дням. Цель проекта - знакомства приезжей молодёжи с достопримечательностями и культурными ценностями столицы, знакомство молодёжи разной национальности, формирование уважительного отношения к традициям и обычаям мегаполиса[7][8][9].
- Клуб молодых журналистов-блогеров - каждый месяц авторы лучших 15 статей становятся участниками проекта «Клуб молодых журналистов-блогеров» и проходят специальный образовательный курс. Цель проекта – создание единой информационной площадки, ведении мониторинга информационного пространства (блогосфера, социальные сети), проведение анти-экстремистской пропаганды, освещение событий этнокультурного характера[10].
- Медиаторы – кадры для студенческого самоуправления. Проект представляет собой курсы, которые проводятся в основных ВУЗах России. Курсы состоят из трёх частей:

1. Лекции и семинары специалистов из Института этнологии антропологии Российской Академии Наук на тему «Этно-конфессиональное многообразие и особенности национальной политики в РФ и в СКФО в частности»;
2. Мастер-классы членов Общественной Палаты и Депутатов Государственной Думы, занимающихся национальной тематикой на тему «Межнациональные отношения в РФ: проблемы, пути решения»;
3. Круглые столы с участием лидеров общин, диаспор и представителей основных религиозных конфессий России на тему «Роль национальных общественных организаций и религиозных конфессий в сохранений межнационального мира и согласия в России».
- Секция по боевому самбо - проект представляет собой организацию систематических тренировок (еженедельно с понедельника по субботу) по боевому самбо для всех желающих молодых людей, которые проводят именитые спортсмены и тренера, на бесплатной основе. Цель проекта – вовлечение молодёжи разной национальности в спортивную деятельность – систематические занятия боевым самбо, разрушение этнических барьеров общения, знакомство и сближение молодёжи разной национальности через совместные занятия спортом, воспитание патриотов своей Родины – защитников Отечества, повышения уровня культуры молодёжи[12].

## Мероприятия
- Фестиваль юмора «Все свои». Фестиваль проводится ежегодно в первой декаде декабря и представляет собой конкурс среди как национальных, так интернациональных команд КВН студенческих землячеств, представляющих разные регионы нашей страны и государства СНГ, победители которого получают ценные призы. Цель проведения фестиваля – развитие доверительности и межнационального взаимопонимания в молодёжной среде города Москвы посредством перевода существующих межнациональных противоречий и негативных стереотипов в плоскость юмора[13].
- Фестиваль "Народы России и страны СНГ" - в мае каждого года проводится весенний фестиваль национальных культур «Народы России и стран СНГ», посвященный Победе в Великой Отечественной войне. Цель проведения фестиваля – содействие сохранению и развитию традиционной народной культуры в студенческой среде, популяризация культурных и творческих идеалов и ценностей и повышение уровня толерантности среди молодёжи, а также пропаганда художественными средствами героической истории и воинской славы Отечества, всемирного значения Победы над нацизмом и фашизмом[14].
- ООД "Всероссийский межнациональный союз молодёжи" (ВМСМ), при поддержке Института проблем гражданского общества и Центра стратегических исследований религии и политики современного мира, а также при поддержке интернет-портала "Кавказская Политика"[15]  проводил конкурс молодёжной публицистики "Россия - наш общий дом"[16]. По его результатам были отобраны 20 молодых творческих ребят для прохождения специального образовательного курса «Реализация антиэкстремистских информационных компаний силами новых медиа»[17][18]
- Выездной семинар на тему «Воспитание гражданской идентичности – профилактика экстремизма в молодёжной среде города Москвы», организованный Фондом "Альтаиром", совместно со «Всероссийским межнациональным союзом молодёжи» при поддержке Департамента Культуры города Москвы[19][20].

## Руководство
- Хуртаев Кантемир Исхакович — кандидат экономических наук, председатель (2013—н. в.) Общероссийского общественного движения "Всероссийский межнациональный союз молодёжи" (ООД "ВМСМ"), эксперт Совета по межнациональным отношениям при Президенте Российской Федерации[21].
- Реснянский Максим Александрович — заместитель председателя (2019—н. в.) ООД "ВМСМ", исполнительный директор Благотворительного Фонда «Центр содействия устойчивому развитию гражданского общества».

## Региональные отделения
- 11 ноября 2013 года в Северо-Западном институте управления РАНХиГС при поддержке Совета ректоров вузов Санкт-Петербурга и Студенческого совета СПб прошла конференция на тему: «Развитие межнационального взаимодействия и воспитание гражданской идентичности в молодёжной среде». Итогом которой стало открытие регионального отделения Всероссийского межнационального союза молодёжи в городе Санкт-Петербург[22].
- 27 ноября 2013 года в Саратовской государственной юридической академии состоялась видеоконференция "Развитие межнационального взаимодействия и воспитания гражданской идентичности в молодёжной среде. Было заявлено об учреждении Саратовского регионального отделения "ВМСМ" в соответствии с планом реализации "Стратегии государственной национальной политики РФ до 2025 года"[5], за создание которого участники конференции проголосовали единогласно[23].
- 28 ноября 2013 года в Кабардино-Балкарском государственном аграрном университете имени В. М. Кокова на конференции, посвящённой укреплению межнационального мира и согласия среди молодёжи состоялось учреждение регионального отделение ООД "ВМСМ" в Кабардино-Балкарской республике[24].
- 2 марта 2014 года в республике Мордовии в Информационно-ситуационном центре МГУ им. Н. П. Огарёва состоялся круглый стол, на котором обсудили развитие межнационального взаимодействия и воспитание гражданской идентичности в молодёжной среде. Итогом работы стало открытие в Мордовии регионального отделения Всероссийского межнационального союза молодёжи[25][26].
- 4 июля 2014 года, в Адыгее на базе Майкопского государственного технологического университета создано Адыгейское республиканское региональное отделение Общероссийского общественного движения содействия укреплению дружбы и согласия среди молодёжи «Всероссийский межнациональный союз молодёжи» (ВМСМ), которое получило государственную регистрацию в Управлении Министерства юстиции РФ по РА[27].